# Jednane
Jednane, łac. poena concordiae, poena compositionis – w średniowiecznym prawie polskim opłata należna sądowi w przypadku zawarcia ugody po rozpoczęciu procesu sądowego. 
Postępowanie polubowne (jednanie) było popularne ze względu na wysokie koszty procesu sądowego oraz jego przewlekłość. Było dopuszczalne w sprawach cywilnych i o przestępstwa prywatne, do których zaliczano: mężobójstwo, uszkodzenie ciała (zranienie, okaleczenie),  obrazę czci,  gwałty (na osobie i majątku),  szkody (naruszenie cudzych praw majątkowych).  Możliwość jednania po rozpoczęciu procesu była ograniczona, gdyż godziła w dochody sądownictwa. Opłaty sądowe, które stanowiły źródło utrzymania sądu i urzędników sądowych, pobierane były na każdym etapie procesu. Jeżeli strony pojednały się po wniesieniu pozwu, płaciły sądowi opłatę karną nazwaną jednane. 

Jednane zostało zniesione w Koronie przywilejem brzeskim  (1425), co zostało potwierdzone w 1430 roku przywilejem jedlneńskim: 

(13). Nadto, jeżeli który z obywateli krajowych albo innych królestwa polskiego mieszkańców w czasie trwającego w sądach sporu zechcą godzić się w jakiejkolwiek sprawie, uwalniamy ich od win pieniężnych, nam, sędziom lub podsędkom, wojewodom i kasztelanom przypadających.

  Na Mazowszu książę Bolesław V zezwolił w statucie dla ziemi zakroczymskiej z 1478 roku na jednanie bez kary przed rozprawą, a  przywilejem z 1482 roku zniósł jednane w ogóle. W następnych latach rozciągnięto przywilej na pozostałe ziemie Mazowsza.